# 財務省

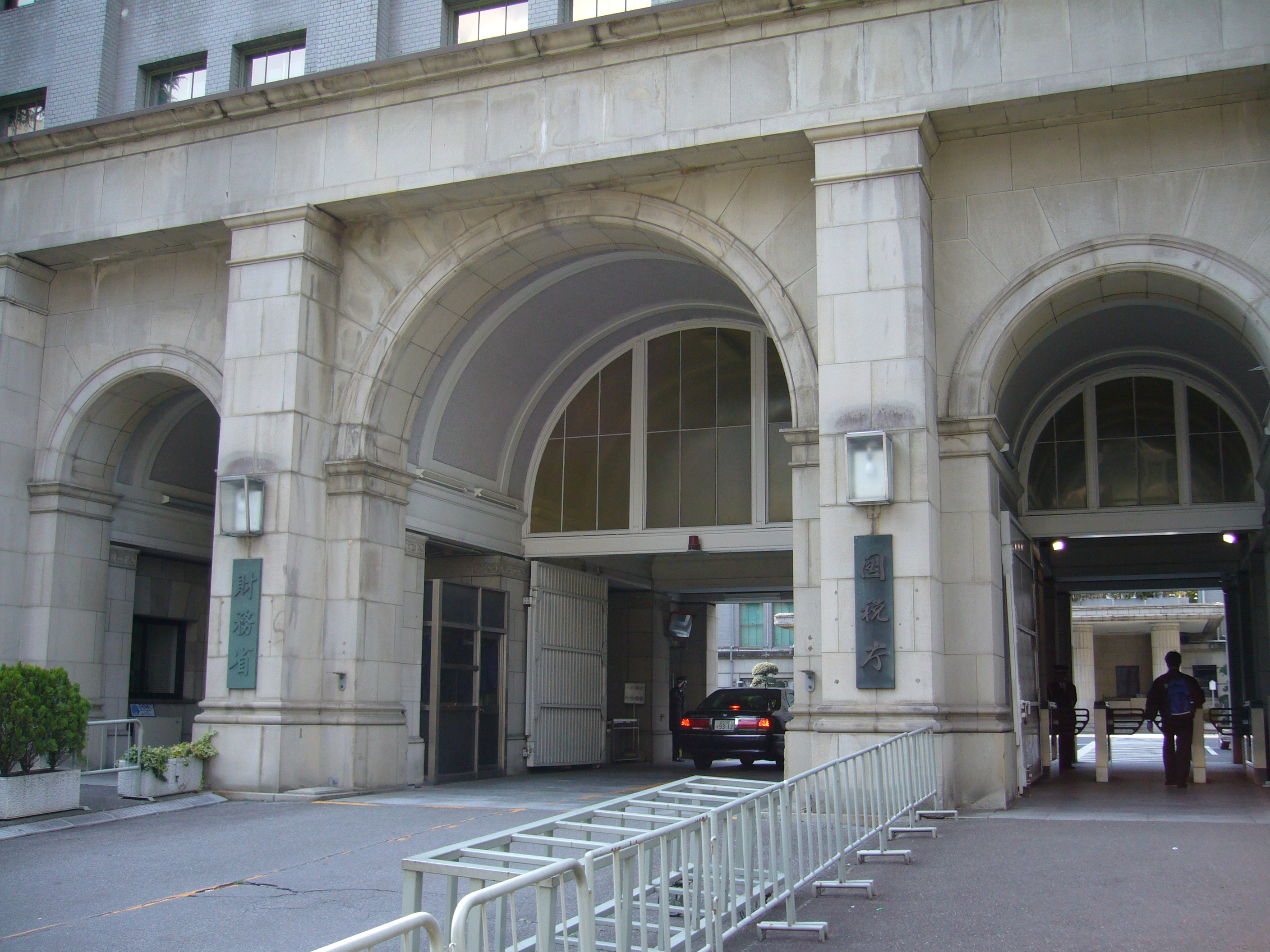
財務省正門

財務省（ざいむしょう、英: Ministry of Finance、略称: MOF）は、日本の行政機関のひとつ。健全財政の確保、公平な課税の実現、国庫の管理、税関業務の運営、通貨に対する信頼の維持等を所管するとされている。

## 概説
財務省設置法第3条の任務を達成するため、財務省は国の予算・決算、税制、税関、国庫、国債、財政投融資、国有財産、通貨、政策金融に関することなどを司る。酒類やたばこ・塩事業は酒税およびたばこ税の関係で管轄している。また、日本たばこ産業、日本郵政およびNTTなど、国が筆頭株主となっている特殊会社の多くを所管する。
2001年（平成13年）1月6日に、中央省庁等改革基本法により大蔵省を改編改称して発足した。金融行政は、内閣府の外局として新設された金融庁に全面的に移管された。
スローガン（キャッチコピー）は「国の信用を守り、希望ある社会を次世代に引き継ぐ。」。
財務省が編著者となる白書はない。定期刊行の広報誌には月刊の「ファイナンス」がある。大臣官房文書課が編集発行をつかさどり、日経印刷が販売元となっている。2010年3月号までは、大蔵財務協会が販売していた。ウェブサイトのURLのドメイン名は「www.mof.go.jp」。他に国税庁が「www.nta.go.jp」、関税局、税関が「www.customs.go.jp」と、独自のドメイン名を持っている。英語略表記のMOFからモフと呼ばれることがある。大手金融機関には、財務省とのコネクションを保ち、業務に資する情報を財務省官僚から取得するMOF担と呼称される担当者が存在していたが、金融機関の監督官庁が金融庁となったことに伴い消滅した。

## 所掌事務
財務省設置法4条は65号にわたって所掌する事務を列記している。具体的には以下の事項に関する事務がある。
- 国の予算・決算及び会計（1・2号）
- 予備費の管理（3号）
- 決算調整資金の管理（4号）
- 防衛力強化資金の管理（4号2）
- 国税収納金整理資金の管理（5号）
- 各省各庁の予算執行の承認及び認証（6号）
- 各省各庁の出納官吏及び出納員の監督（7号）
- 予算執行に関する報告の徴取・実地監査及び指示（8号）
- 各省各庁の歳入の徴収及び収納の管理（第9号）
- 物品及び国の債権の管理（10号）
- 国の貸付金の管理（11号）
- 政府関係機関の予算・決算及び「会計（12号）
- 国家公務員の旅費その他実費弁償制度（13号）
- 国家公務員共済組合制度（14号）
- 地方公共団体の歳入及び歳出に関する事務（15号）
- 租税制度及び租税収入の見積り（16号）
- 内国税の賦課及び徴収（17号）
- 税理士（18号）
- 酒税・酒類業（19号）
- 醸造技術の開発研究並びに酒類の品質及び安全性の確保（20号）
- 国税庁職員の職務に関する犯罪の取締り（21号）
- 印紙形式の企画・立案及びその模造の取締り（22号）
- 法人番号の指定、通知、公表（23号）
- 関税・とん税等（24・25号）
- 関税法令による輸出入貨物・船舶・航空機及び旅客の取締り（26号）
- 保税制度の運営（27号）
- 通関業・通関士（28号）
- 国庫収支及び国内資金運用の調整（29号）
- 国庫制度・通貨制度（30号）
- 国庫金の出納・管理及び運用（31号）
- 国債（32号）
- 債券及び借入金に係る債務について国が債務を負担する保証契約（33号）
- 地方債（35号）
- 貨幣・紙幣の発行及び取締り並びに紙幣類似証券及びすき入紙製造の取締り（36号）
- 日本銀行券（37号）
- 財政投融資（38・39号）
- 政府関係金融機関（40号）
- 地震再保険事業（41号）
- たばこ事業及び塩事業（42号）
- 国有財産（43号）
- 普通財産の管理および処分（44号）
- 国家公務員宿舎（45号）
- 庁舎等の取得・処分に関する計画（46号）
- 外国為替制度（47号）
- 外国為替相場資金（48号）
- 国際収支の調整（49号）
- 金の政府買入れ及び輸出入規制（50号）
- 国際通貨制度（51号）
- 国際開発金融機関（52号）
- 技術導入契約の締結等および対内直接投資等の管理・調整（53号）
- 本邦からの海外投融資（54号）
- 金融破綻処理制度および金融危機管理（55号）
- 預金保険機構および農水産業協同組合貯金保険機構（56号）
- 保険契約者保護機構（57号）
- 投資者保護基金（58号）
- 日本銀行（59号）
- 準備預金制度（60号）
- 金融機関の金利調整（61号）

## 組織
財務省の内部組織は一般的に、法律の財務省設置法、政令の財務省組織令及び省令の財務省組織規則が階層的に規定している。

### 幹部
- 財務大臣
- 大臣（国家行政組織法第5条、法律第2条第2項）
- 財務副大臣（国家行政組織法第16条）（2人）
- 財務大臣政務官（国家行政組織法第17条）（2人）
- 財務大臣補佐官（国家行政組織法第17条の2） - （1人、必置ではない）
- 財務事務次官（国家行政組織法第18条）
- 財務官（法律第5条）
- 財務大臣秘書官

過去の大蔵大臣および財務大臣は日本の大蔵大臣・財務大臣一覧を参照。

### 内部部局
- 大臣官房（政令第2条）
  - 秘書課（政令第13条）
  - 文書課
  - 会計課
  - 地方課
  - 総合政策課
  - 政策金融課
  - 信用機構課
  - 厚生管理官
- 主計局
  - 総務課（政令第22条）
  - 司計課
  - 法規課
  - 給与共済課
  - 調査課
  - 主計官（11人）
  - 主計監査官
- 主税局
  - 総務課（政令第30条）
  - 調査課
  - 税制第一課
  - 税制第二課
  - 税制第三課
  - 参事官
- 関税局
  - 総務課（政令第37条）
  - 管理課
  - 関税課
  - 監視課
  - 業務課
  - 調査課
- 理財局
  - 総務課（政令第45条）
  - 国庫課
  - 国債企画課
  - 国債業務課
  - 財政投融資総括課
  - 国有財産企画課
  - 国有財産調整課
  - 国有財産業務課
  - 管理課
  - 計画官（2人）
- 国際局
  - 総務課（政令第56条）
  - 調査課
  - 国際機構課
  - 地域協力課
  - 為替市場課
  - 開発政策課
  - 開発機関課

### 審議会等
- 財政制度等審議会（法律第6条第1項）
- 関税・外国為替等審議会（法律第6条第1項）
- 関税等不服審査会（政令第65条）

### 施設等機関
- 財務総合政策研究所（政令第66条）
- 会計センター
- 関税中央分析所
- 税関研修所

### 地方支分部局
財務省の地方支分部局には財務局と税関、沖縄地区税関の3種類がある（法律第12条）。沖縄県における財務局の業務は、内閣府沖縄総合事務局財務部が行っている。
- 財務局
  - 財務支局（法律第14条）
  - 財務事務所（法律第15条）
    - 出張所
- 税関
  - 支署（法律第17条）
  - 出張所
  - 監視署
- 沖縄地区税関
  - 支署（法律第17条）
  - 出張所
  - 監視署

#### 財務局
- 北海道財務局（政令第80条）
- 東北財務局
- 関東財務局
- 北陸財務局
- 東海財務局
- 近畿財務局
- 中国財務局
- 四国財務局
- 九州財務局
  - 福岡財務支局

#### 税関
- 函館税関（政令第84条）
- 東京税関
- 横浜税関
- 名古屋税関
- 大阪税関
- 神戸税関
- 門司税関
- 長崎税関

### 外局
- 国税庁（国家行政組織法、法律第18条）
  - 国税審議会（法律第21条）
  - 国税不服審判所（法律第22条）
  - 国税局（法律第23条第1項）
  - 沖縄国税事務所（法律第23条第2項）

## 所管法人
独立行政法人（2025年4月1日現在、計3法人）
- 単独主管
  - 酒類総合研究所
- 行政執行法人、役職員は国家公務員の身分を有する。
  - 造幣局
  - 国立印刷局
- 他省庁との共管
  - 農林漁業信用基金（農林水産省と共管）
  - 住宅金融支援機構（国土交通省と共管）
  - 国際協力機構（外務省と共管）

財務省が主管していた日本万国博覧会記念機構は、2014年4月1日に解散し、公園事業については大阪府が、基金事業については公益社団法人関西・大阪21世紀協会が承継した。
特殊法人（2025年4月1日現在、計5法人。すべて株式会社の形態で設立された特殊会社）
- 日本たばこ産業（JT）
- 日本政策金融公庫
- 日本政策投資銀行
- 輸出入・港湾関連情報処理センター（NACCSセンター）
- 国際協力銀行

特別の法律により設立される民間法人
- 日本税理士会連合会

認可法人
- 単独主管
  - 日本銀行
- 他省庁との共管
  - 預金保険機構（金融庁と共管）
  - 銀行等保有株式取得機構（金融庁と共管）
  - 農水産業協同組合貯金保険機構（農林水産省と共管）

共済組合
- 国家公務員共済組合連合会

特別の法律により設立される法人
- 生命保険契約者保護機構（金融庁と共管）

財務省が主管する地方共同法人は存在しない。

## 財政
2025年度（令和7年度）一般会計当初予算における財務省所管の歳出予算は30兆1425億7375万9千円である。2024年当初予算30兆2777億2341万5千円に比較して、1351億4965万6千円の減少となっている。予備費が1兆円から7394億8268万8千円となったことを除けば増加している。
組織別の内訳では財務本省が29兆3474億7422万6千円と全体の約97.3を占めており、以下、財務局が577億909万42千円、税関が1014億3045万1千円、国税庁が6359億5998万8千円となっている。本省予算のうち国債費が28兆2178億7636万4千円、予備費が7394億8268万8千円である。
歳入予算は112兆5815億7218万5千円と国全体の歳入予算（115兆1978億4524万8千円）のうち約97%を所管しているが、これは財務省が内国税の徴収や国債発行、国有財産の管理など国の歳入となる主要な事務をすべて所掌しているためである。主な内訳は「租税及印紙収入」が77兆8190億円、「公債金」が28兆6470億7246万円、雑収入の「特別会計受入金」が2兆2302億2620万2千円、「防衛力強化特別会計受入金」が9987億2780万7千円、「防衛力強化資金受入」が1兆6672億2116万円となっている。
財務省は、地震再保険特別会計、国債整理基金特別会計及び外国為替資金特別会計の3つの特別会計を所管しており、また内閣府及び総務省と交付税及び譲与税配付金特別会計を、国土交通省と財政投融資特別会計を共管している。さらに、国会、裁判所、会計検査院、内閣、内閣府、デジタル庁、復興庁、総務省、法務省、外務省、財務省、文部科学省、厚生労働省、農林水産省、経済産業省、国土交通省、環境省及び防衛省所管の東日本大震災復興特別会計を共管する。

## 職員
一般職の在職者数は2024年7月1日現在、財務省全体で69,738人（男性52,497人、女性18,540人）である。うち、本省（税関、財務局を含む）が16,123人（男性11,904人、女性4,219人）、国税庁53,615人（男性39,294人、女性14,321人）となっている。
行政機関職員定員令に定められた財務省の定員は特別職1人を含めて73,079人（2025年9月30日までは、73,113人）。本省及び各外局別の定員は省令の財務省定員規則が、本省17,061人（2025年9月30日までは、17,095人）、国税庁56,018人と規定する。
2025年度一般会計予算における予算定員は特別職7人、一般職72,658人の計72,665人である。ほかに、特別会計の予算定員は、地震再保険特別会計が6人、外国為替資金特別会計が49人、財政投融資特別会計（財務省所管分）が355人などとなっている。
一般会計の予算定員（一般職）機関別内訳は財務本省が1,945人、財務局が4,447人、税関が10,255人、国税庁が56,018人である。なお、適用される俸給表別にみると、税務職俸給表がもっとも多く54,775人、続いて行政職俸給表（一）が17,135人となっている。各税関で船舶職員も任用している関係から、海事職俸給表（一）の42人、海事職俸給表（二）の97人をそれぞれ措置されている。また、財務本省、税関、国税局の診療所には医療従事者の職員も任用されているため、医療職俸給表（一）の適用を受ける定員が23人、医療職俸給表（二）が25人、医療職俸給表（三）が52人、それぞれ措置されている。特別会計の予算定員(一般職）機関別内訳は財政投融資特別会計（財務省所管分）に財務局が248人含まれている以外は本省である。
職員の競争試験による採用は主に国家公務員採用総合職試験（院卒者試験）、国家公務員採用総合職試験（大卒程度試験）、国家公務員採用一般職試験（大卒程度試験）、国家公務員採用一般職試験（高卒程度試験）、財務専門官採用試験、国税専門官採用試験及び税務職員採用試験の合格者の中から行われる。いずれも人事院が実施する。
財務省職員は一般職の国家公務員なので、労働基本権のうち争議権と団体協約締結権は国家公務員法により認められていない。団結権は保障されており、職員は労働組合として国公法の規定する「職員団体」を結成し、若しくは結成せず、又はこれに加入し、若しくは加入しないことができる（国公法第108条の2第3項）。
2024年3月31日現在、人事院に登録された職員団体の数は671となっている。組合員数は2万6053人、組織率は43.3%となっている。組織率は13府省2院の平均である33.4%を9.9ポイント上回っている。
現在、財務省本省においては財務省職員組合（財務職組）、財務局においては全財務労働組合（全財務）、税関においては日本税関労働組合（税関労組）及び全国税関労働組合（全税関）、国税庁においては国税労働組合総連合（国税労組）及び全国税労働組合（全国税）が活動している。財務職組、全財務、税関労組および国税労組は連合の国公単産である国公連合に加盟している。また、国立印刷局の全印刷、造幣局の全造幣、酒類総研労組および日本たばこ産業の全たばこ労組とともに、財務省関係機関労組の協議会として全大蔵労働組合連絡協議会（全大蔵労連）を構成している。全税関と全国税はともに少数派組合であり、全労連傘下の国公労連に加盟している。全大蔵労連に相当する組織として大蔵国公を構成する。

## 幹部
一般職の幹部は以下のとおりである。
- 事務次官：新川浩嗣
- 財務官：三村淳
- 大臣官房長：坂本基
- 総括審議官：前田努
- 主計局長：宇波弘貴
- 主税局長：青木孝徳
- 関税局長：寺岡光博
- 理財局長：井口裕之
- 国際局長：緒方健太郎
- 財務総合政策研究所長：木村秀美
- 国税庁長官：江島一彦

歴代の財務事務次官等は財務事務次官#歴代の財務事務次官を参照。大蔵次官が1949年6月1日、長沼弘毅の在任中に国家行政組織法が施行されたため、大蔵事務次官に改称した。2001年1月6日、武藤敏郎の在任中に中央省庁再編により、大蔵事務次官から財務事務次官に改称された。財務事務次官は主計局長から昇任する場合が多いが、国税庁長官や主税局長から昇任した事例もある。2000年6月の武藤敏郎の次官就任以降は主計局長からの任用が続いていたが、2016年6月に佐藤慎一が主税局長から昇任した。これは、主計局長以外からの昇任としては1999年7月の薄井信明以来17年ぶり、主税局長からの昇任としては1981年6月の高橋元以来35年ぶりのことである。

## 財務省庁舎

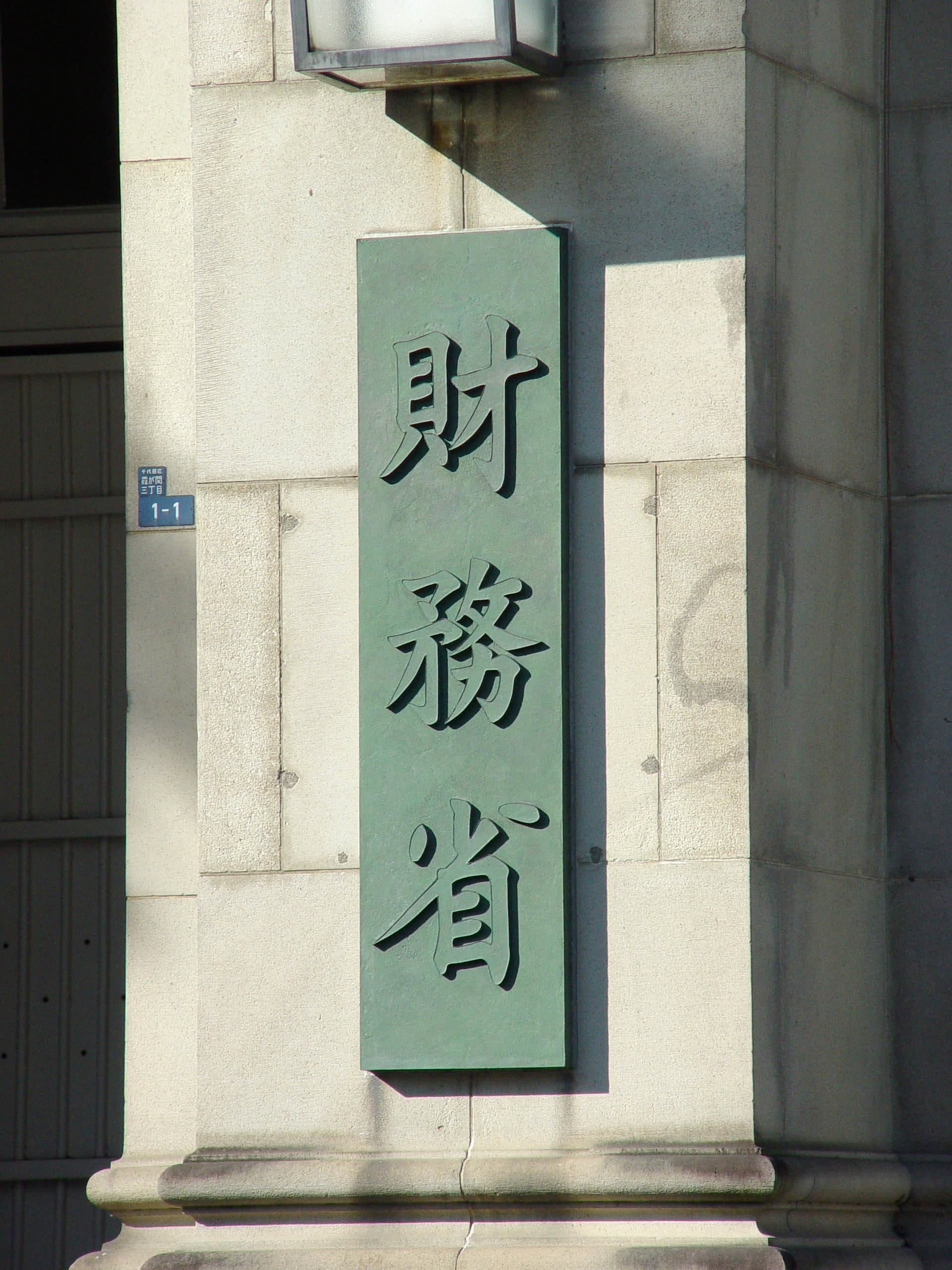
財務省発足時の銘板

- 本省の庁舎は大蔵省から引き継がれた、昭和戦前期竣工の地上5階・地下1階建て庁舎である。1934年に着工、戦争のため工事が一時中断し、1943年に一応完成した（1939年に仮竣工とする資料もある）。第二次世界大戦後、1955年までGHQの接収を受けた[14][注釈 4]。
- 老朽化のため官公庁の耐震基準を下回っており、2007年には政府の有識者会議（後述）が、国有財産の有効活用の観点から財務省庁舎と中央合同庁舎第4号館を1棟の高層ビルに集約して合同庁舎にする案を提言していた。当初は2014年に建て替え工事に着工する予定であり、総工費は577億円を見込んでいたが、2011年当時は東日本大震災の復興費用確保のために10兆円規模の大型増税を検討している最中であり、国民感情を考慮して庁舎の建て替えは先送りとなり、耐震化工事により対応することになった[16]。2013-2014年度に耐震改修のための設計を行い、2015年10月に着工し、2020年1月に竣工した[17][18]。
- 財務省の「国有財産に関する検討・フォローアップ有識者会議」[注釈 5]の案では、老朽化した財務省庁舎と中央合同庁舎第4号館を、1棟の高層合同庁舎に建て替えて、海上保安庁海洋情報部や総務省統計局なども集約させた合同庁舎にする計画だった[19]。
- 千代田区は「戦中・戦後を生き延びた都内の代表的な近代建築の1つ」として、財務省庁舎の維持を求めており[16]、千代田区の「美観地区ガイドラインプラン」では、財務省庁舎を「日本の近代建築史において重要な位置を占める歴史的建築物」としている[19]。
- 財務省本省内にあるコンビニエンスストア（共済組合の売店）で土産物として「お札サブレ」という菓子を発売している。紙幣をデザインしたサブレーである[20]。
- 初代財務大臣の宮澤喜一は、財務省玄関の銘板に揮毫を依頼されたが固辞した。代わって、宮澤が選定したコンピュータの楷書体の文字が使われた[21]。その後、庁舎の耐震化工事に伴い従来の銘板が視認できなくなることから、2016年6月に麻生太郎の揮毫による新しい銘板が設置された[22]。

## 関連紛争や諸問題

### 関連紛争
- 日本の財政政策 - 日本の財政問題に関する議論（日本の財政再建に関する議論） - 国の借金（政府の借金） [注釈 6] - 財政法第4条 - 失われた20年 - 失われた30年

### 政治との関係

#### 消費税
- 財務省高官による消費税に関する「ご説明」というものがあり、発信力の高い個人や、大学、NPO、地方の経済団体に対象を広げた活動を展開している[24]。
「社会保障費が膨れ上がる中、消費税率がこんなに低いのは、国民を甘やかすことになる。経済が厳しくても10％に上げるべきだ」として、自民党議員らに「ご説明」に回ったが、これに対して官邸サイドは、「増税容認」で固めてしまおうとする動きだとして激怒し、2014年当時の安倍晋三首相が衆議院解散及び同年12月の第47回衆議院議員総選挙を決意した遠因になったとされる。結果、消費税8%→10%への引き上げは先送りされた[25]。
- 2014年4月、消費税が5%→8%に引き上げられた際、政府広報ポスターのフレーズには「消費税率の引き上げ分は、全額、社会保障の充実と安定化に使われます」と書かれていた。この増税3%分を利用すれば、大学教育の無償化や医療・介護の負担軽減などに繋げることが可能であったとの指摘がされていたなか、実際の消費増税分のうち8割は国の借金（もしくは肥大する高齢者向け社会保障費による赤字国債返済）の穴埋めに回され、残りの2割弱が医療・介護・年金・子育てという社会保障関係費に広く薄く用いられただけであったとされているが、使途詳細は明らかとなっていない（日本の福祉#財源の確保、消費税#日本も参照）。2019年、安倍晋三首相が施政方針演説を行った際、「少子高齢化を克服し、全世代型社会保障制度を築き上げるために、消費税率の引き上げによる安定的な財源がどうしても必要…。」と同年10月からの消費税8%→10％への引き上げについて、国民に協力と理解を求める姿勢が示された[26]。

#### 森友学園問題その他
- 森友学園問題では、地方の財務局OB6名が実名を公表した上で政府関係者と本省を批判する事態となった[27]。とくに財務大臣の麻生太郎に対しては、元理財局長の佐川宣寿を「有能だった」と述べたことに対して厳しい批判をした[28]。
- 財務省が管理している国有地が評価額の8分の1の価格で日本航空学園に売却されている事が発覚した[29]。これに対し毎日新聞は、ずさんな管理、値引き幅は森友学園問題に匹敵、財務省の方針に反する、怠慢である、と批判している[29]。

#### 自賠責保険の積立金6,000億円の未返済問題
政府は、赤字国債の発行を抑えるため、自動車損害賠償保障事業特別会計（当時）から、1994（平成6）年と1995（平成7）年の2年間で約1兆1200億円を一般会計に繰り入れた。2003(平成15)年度までに一部が返済されたが、未だ約6000億円が返済されていない。
未返済の6,000億円は、自動車ユーザーが支払ってきた自動車損害賠償責任保険（自賠責保険）の積立金である。
この積立金は保険金の支払いとは別に、ひき逃げ事故などにより後遺障害を負った被害者の救済や交通事故の防止対策などに使われている。
国交省は財務省に貸し付けた資金とは別に、約1500億円を運用して被害者救済を行っているが、その運用益は年間約30億円。不足する金額は、運用元本となる1500億円を取り崩して補填している。そのため、財務省から国交省への返済が実施されなければ、元本が枯渇する事態に陥っていた。
2022年6月9日、自動車損害賠償責任保険(自賠責）の仕組みを変更する改正法が、衆議院本会議で賛成多数により可決した。
改正法の成立を受け、政府は2023年度、保険料を車1台当たり最大150円値上げする方針だが、自賠責保険料値上げの一因は被害者救済事業の原資の枯渇にある。自賠責保険料の値上げの前に6,000億円の返済が先ではないかという自動車ユーザーの当然の不満があり、解決が望まれている。

### 民間との関係

#### 天下り
- 旧日本政策投資銀行や旧日本開発銀行の総裁職は、「旧大蔵省事務次官経験者の指定席」と言われていたが、日本政策投資銀行発足後の2007年、天下り批判が高まったため、元伊藤忠商事社長の室伏稔が社長に就任した。以降は民間出身者や生え抜き組が社長を務めている[33][34]。その一方で日本政策金融公庫や国際協力銀行は近年財務省ＯＢが総裁職に就任している[34]。2015年6月26日に発足した日本政策投資銀行の新体制では、元財務事務次官の木下康司が副社長に就任した[34]。木下は、2014年7月の次官退任後には財務省事務所のあるニューヨークでコロンビア大学のポストを得ていた[35]。
- 消費税増税のレールを敷いた[36]元財務事務次官の勝栄二郎が読売新聞東京本社非常勤監査役に[37]、前財務事務次官で弁護士の真砂靖が日本テレビホールディングスと日本テレビ放送網の社外取締役に就任しているが[36]、読売新聞は軽減税率導入前に財務省側が還付制度を提案した際に猛反発し批判を展開した。新聞各社は消費税率の引き上げで経営に大きなダメージを受けるとみられたため、読売のほか産経新聞、毎日新聞が、財務省の還付案を社説で批判し還付案の撤回と「本来の軽減税率制度」の導入を要求した[38][39]。

#### 租税回避問題
- ソフトバンクグループ（SBG）は、買収したARMホールディングス（アームHD）やソフトバンク・ビジョン・ファンド（SVF）などグループ企業の株をグループ内だけで移動させる会計処理の手法を複数組み合わせることで、損失として決算に計上し巨額の利益を相殺、法人税の大幅圧縮に成功してきた。SBGの営業利益は、18年3月期が1.3兆円・19年3月期が2.3兆円に対して、法人税は両期とも500万円（SBG単体）であった。社会的責任を負うべき大企業による「違法ではないが不適切な」この手の会計処理の手法に対し、2020年度税制改正大綱で政府・財務省が打ち出した対策が「子会社を買った時の簿価の1割を超える配当を出した場合は、その分だけ簿価を下げる」というものであった[40]。また、トヨタ自動車は受取配当等の益金不算入（外国子会社配当益金不算入を含む）、欠損金の繰越控除、外国税額控除、試験研究費の特別控除等を利用し、租税回避を行っている[41]。

### 外国との関係

#### 外為法
- 北朝鮮に対する経済制裁（現在経済制裁を受けている国も参照） - 北朝鮮による瀬取り等制裁回避問題

### 2025年の「103万円の壁」を巡る財務省への批判と「財務省解体デモ」
この項では、2025年ごろに行われた財務省の解体を要求するデモ活動とその背景について扱う。

#### 以前からの批判
2023年9月頃から、複数の個人や団体などが「緊縮財政政策」や「増税路線」（財政均衡主義に基づくプライマリーバランス〈基礎的財政収支〉黒字化という方針）を批判していた。

#### 2024年ごろからのSNSでの批判・炎上
2024年11月、国民民主党が主張する所得税における「103万円の壁」（基礎控除）の引き上げに対して政府ないし自民党税調が税収減の試算を公表したことに対して、国民民主党の玉木雄一郎代表がこのタイミングで試算が出たことについて批判する投稿をX（旧Twitter）上で行った。このことに起因して、「財務省やそれを支持するテレビや新聞などのオールドメディアが年収の壁の見直しに対し抵抗している」と捉えた人々によって、SNSでは財務省への批判が急増した。このネット上での過熱ぶりに玉木は、「誹謗中傷や陰謀論はやめていただいて、建設的な議論をやっていきたい」とコメントしている。
こうしたSNS上での財務省に対する批判の中には「財務省に日本国籍の人はいない」や「トランプ大統領が日本の財務省の解体を発表した」、「財務省は世界を支配する闇の組織ディープステートの手先だ」などと言った根拠のない情報も投稿されており、Xで合わせて340万回以上観覧されている。
2024年12月頃、積極財政政策を支持し、消費税の撤廃などをなどを訴えるグループの女性がX上で「財務省の解体」を要求するデモへの参加を呼びかけた。これに伴い「財務省解体」という主張が徐々に広まった。
日本ファクトチェックセンターは、財務省に批判的な誤情報の多くには「財務省・厚労省は問題のある組織で信頼できない」という「ナラティブ（語られ方）」が通底しており、それらは「生活が苦しい」などの体験や「政府は信用できない」という感覚に根ざすことで、「偽・誤情報」を受け入れやすくなり、ナラティブを強化し、新たな偽・誤情報の拡散に繋がるとした。その上で、ファクトチェックはあくまで「偽・誤情報」を検証するだけであり「個人の体験・感覚」や「ナラティブ」は検証できないので、偽・誤情報を減らすためには根本的な政治や社会への信頼回復が不可欠であると分析した。

#### デモ活動
2025年2月21日には、「元祖！財務省前デモ」「財務省解体デモ」などと複数の個人団体がデモ参加を呼びかけ、東京・霞が関の財務省前には「保守」「革新」といったイデオロギーの枠を超えて約1000人が集まった。また、3月14日には地方の財務局を含む全国10か所以上でデモ活動が行われた。中には、緊縮財政政策の批判だけではなく厚生労働省や自民党などに矛先を向けるものや、明らかな誤情報に基づく主張も掲げられていた。
2023年9月から「元祖！財務省前デモ」という名称の活動を行っている政治経済評論家の池戸万作は、これまで11回のデモを行ってきたとし、過去の参加者は経済問題に知見のある仕事帰りのサラリーマンが大半だったが2月24日のデモには200 - 300人が集まり、学生ら若い人々の姿も目立ったと語る。
同年3月4日には国会で同デモに触れた衆議院議員の高井崇志に対し、首相の石破茂は「等閑視すべきではない。ご理解をいただくべくさらなる努力をしていかないといけない」と答弁した。
同年4月29日15時半過ぎに財務省前で開催されたデモでは、概算でおよそ2000人が集結した。

## 不祥事など

### 森友学園問題
決裁文書改竄問題

2018年3月2日、朝日新聞は、財務省が作成した土地取引に関わる決裁文書が契約当時の文書と後に開示された文書とで内容が異なることを指摘し、文書が「（森友学園）問題発覚後に書き換えられた疑い」があると報じた。12日まで財務省内で調査が行われ、同日国会に対し改竄の事実が報告された。また、麻生太郎財務大臣がメディアの取材において、「理財局の一部の職員が書き換えた」ものであり、最終責任者は当時の理財局長だった佐川宣寿前国税庁長官であるとの説明がなされた。
7日、近畿財務局職員である赤木俊夫が一連の改竄に関わったことを苦に自殺。2020年3月18日には、赤木俊夫の妻が国と佐川を相手にした裁判を起こし、27日にはChange.orgにて首相宛の赤木俊夫の自殺をめぐる実態調査のための署名活動を起こした。4月1日ではこの署名数が26万人になり、日本最多最速記録となった。4月17日には30万人を突破した。
赤木の上司は「（改竄の詳細を記して職場に残したとされるファイルに）赤木さんがきちっと整理している。前の文書や修正後の文書などがファイリングされていて、これを見たら、われわれがどういう過程でやったのかが全部わかる」と音声データに語っているが、国はファイルの確認を拒否して訴訟で争われた。
口裏合わせの依頼
2018年4月9日の参議院決算委員会で、財務省は森友学園側に「口裏合わせ」の依頼をしていたことを認め、理財局長の太田充は「大変恥ずかしい、大変申し訳ない、深くおわびします」と謝罪した。
文書の隠蔽
2018年5月23日、衆院予算委員会理事懇談会で、財務省は組織的な隠蔽を目的とした森友学園との交渉記録の破棄を認めた。公表された資料は、1,000ページ近い交渉記録と約3,000ページにも及ぶ決裁文書だが、2014年4月28日の学園側と財務局側との打ち合わせが抜けおちているのではないかという批判があがり、再調査となった。

### 骨太方針への1000億円隠しキャップ継続規定の問題
骨太方針2015に判りにくい表現で財務省が埋め込んだ「社会福祉予算以外の一般歳出予算の3年間の増分の上限が1000億円」は、安倍内閣から岸田内閣まで気付かないままでいた。すなわち、5ページも離れたページにある下記の2つの文章を組み合わせないと気付かないようにする細工と、骨太方針2015 を後続の各骨太方針でも継続的に引き継いでいる事も判りにくくして、「社会福祉予算以外の一般歳出予算の3年間の増分の上限（キャップ）が1000億円 =（1.6兆円 - 1.5兆円）」とされていることを、各内閣の各大臣らが認識できない状態を惹起し、財政規律の透明性ないし明確性の観点から問題が生じていた。　
【骨太方針2015での問題の記述】
- 骨太方針2015の第30ページには、次の記述がある。「安倍内閣のこれまで3年間の経済再生や改革の成果と合わせ、社会保障関係費の実質的な増加が高齢化による増加分に相当する伸び（1.5兆円程度）となっていること、経済・物価動向等を踏まえ、その基調を2018年度（平成30年度）まで継続していくことを目安とし、効率化、予防等や制度改革に取り組む。この点も含め、2020年度（平成32年度）に向けて、社会保障関係費の伸びを、高齢化による増加分と消費税率引上げとあわせ行う充実等に相当する水準におさめることを目指す。」

- 骨太方針2015の第25ページの脚注には次の記述がある。「国の一般歳出の水準の目安については、安倍内閣のこれまでの3年間の取組では一般歳出の総額の実質的な増加が 1.6兆円程度となっていること、経済・物価動向等を踏まえ、その基調を 2018年度（平成30年度）まで継続させていくこととする。地方の歳出水準については、国の一般歳出の取組と基調を合わせつつ、交付団体をはじめ地方の安定的な財政運営に必要となる一般財源の総額について、2018年度（平成30年度）までにおいて、2015年度地方財政計画の水準を下回らないよう実質的に同水準を確保する。」

【骨太方針2022まで骨太方針2015の上記1000億円隠しキャップを継承させている仕組み】
　骨太方針2022の第36ページに「令和５年度予算において、本方針及び骨太方針2021に基づき、経済・財政一体改革 を着実に推進する。」との文言を設定。
　骨太方針2021の第37ページに「2022年度から2024年度までの3年間について、これまでと同様の歳出改革努力を継続する」との文言を設定し、このページの脚注153にて「これまで」とは、「2019年度から2021年度までの3年間の基盤強化期間」であると定義した。
　骨太方針2019の第75ページに「令和２年度予算は、骨太方針2018及び本方針に基づき、経済・財政一体改革を着 実に推進するとともに、引き続き、新経済・財政再生計画で定める目安に沿った予算編成を行う。」との文言を設定。
　骨太方針2018の第52ページに「基盤強化期間内に編成される予算については、以下の目安に沿った予算編成を行う。」としたうえで脚注175にて「これまで3年間と同様の歳出改革努力を継続する。」との文言を設定して、骨太方針2015の第30ページと第25ページの記述につないだ。

### 政調会長25兆円了承との首相に対する虚偽報告にみる「財務省の謀略」
2022年10月26日、自民党の政調全体会議において補正予算の規模などを討議していた最中に、財務省（午後2時39分、鈴木俊一財務相、財務省の茶谷栄治事務次官、新川浩嗣主計局長。）らが岸田文雄首相を訪問して、同首相に対して「経済対策の規模は一般歳出で25.1兆円。与党とも合意がとれている」との「嘘の報告」をするという偽計を用いて、いわば岸田首相を騙して補正予算規模を縮小しようとした。しかし、同年同日の自民党政調全体会議の最中に、岸田首相が萩生田光一政調会長に対して電話をし、「（経済対策について）財務省が与党と一致したと報告しに来たけど、政調会長は知っているの？」と状況を確認した。萩生田政調会長は、「まだ中身を議論しているのに、規模が決まるわけがない。」と岸田首相に返答した。このような財務省による当該行為は、自民党の政調全体会議で審議している国会議員の業務と内閣の業務双方に対する妨害行為にあたると指摘されている。

### その他の不祥事など
- 2007年10月、主計局の事務官2人が集団による性的暴行容疑で逮捕された[75]。
- 2018年4月、福田淳一事務次官にテレビ朝日女性記者に対するセクハラ疑惑（さらにテレ朝自体によるパワハラ疑惑）が報じられるなか、福田は辞職。その後、当初口をつぐんでいた矢野康治官房長・伊藤豊官房秘書課長らは、急転直下、十分な反論・反証がなされていないとして前次官によるセクハラ行為を認定して調査を打ち切った。福田は退官後、SBI大学院大学講師、SBIホールディングス取締役等に就任。
- 2022年5月、事務次官候補の総括審議官職にあるキャリア事務官が、電車内で酒に酔って乗客に暴行した現行犯で逮捕された[76]。
- 2024年6月、財務省の公用車が国会議事堂近くで男性をはねて逃走したとして、逮捕された財務省の委託先企業の男性運転手について、東京地検は同年9月に不起訴処分とした。死亡した被害者男性はいわゆる「事件屋」「ブローカー」を生業としていたが、かつて住銀関連のイトマン事件の情報提供で拉致暴行された経験があり、同交通死亡事故当時は財務省関連の話題を口にしていたとのこと。かつて同郷の元衆議院議員加藤紘一事務所の秘書をしていた経緯から政官財各界にも通じていたとされている[77][78]。
- 2025年2月、関税局職員が、酒を飲んだ帰宅途中、不正薬物の密輸の容疑者など187人分の氏名や住所が書かれた文書を紛失した[79] [注釈 7]。
- その他国税庁については「国税庁#不祥事」を参照。